# Ferhat Arıcan
Ferhat Arıcan (Konak, Esmirna, 28 de juliol de 1993) és un gimnasta turc. Participa com el primer esportista mascle que representaix a Turquia en els Jocs Olímpics en gimnàstica des dels Jocs Olímpics de 1908, on Aleko Mulos va participar -en nom de l'Imperi Otomà- sota el nom de "Turquia", en la primera aparició del país a les Olimpíades. (En Londres 2012 va participar la gimnasta turca Göksu Üçtaş.) Arıcan va guanyar el dret de participar en Rio 2016, en les competicions eliminatòries realitzades a Rio, aconseguint un total de 86,131 punts en barra fixa, barres paral·leles, cavall amb arcs, salt sobre cavall i exercici de terra.